# Robot Chicken
Robot Chicken er en amerikansk stop-motion komedie-serie, lavet af Seth Green og Matthew Senreich. 
Programmet er et sketch show, hvor der bliver gjort grin med film, tv-serier og meget andet. Personerne i serien er legetøj, actionfigurer og dukker. Seth Green og Matthew Senreich mener efter eget udsagn, at serien er: "All about farts and retards".[kilde mangler] Mange betegner Robot Chicken som værende sort humor.